# East 17

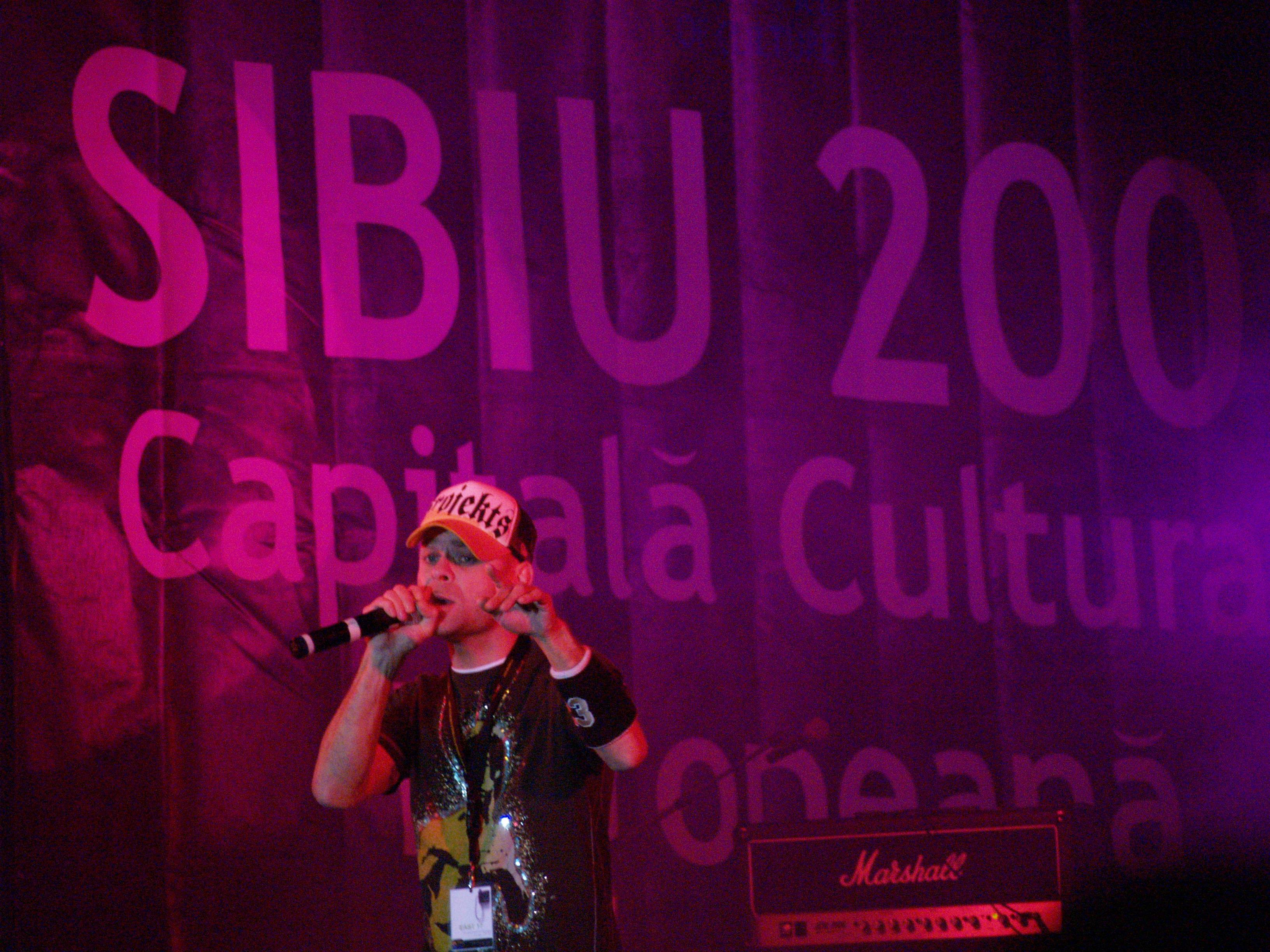
Соліст гурту Брайан Харві

East 17 (також називався E-17) — британський музичний колектив, створений в 1991 році.
За однією з версій, гурт назвав себе в честь поштового коду E-17 в районі Уолтемстоу, міста Лондон. За всю кар'єру гурту було видано 18 синглів, які потрапили в 20 кращих пісень Великої Британії, і чотири альбоми, які побували в Топ-10 британського чарта. Їхні пісні містять як реп-, так і поп-мотиви, також є балади. Найвідоміші пісні гурту: «House of Love», «Steam», «Stay Another Day», «It’s Alright» та «Let It Rain», написані автором та учасником гурту Тоні Мортімером.

## Історія
Гурт бере початок в 1991, коли Тоні Мортімер показав свій матеріал звукозаписуючій компанії London Records і йому був запропонований контракт. Було прийнято рішення про створення музичного гурту, куди ввійшов Брайан Харві — вокаліст і танцюрист, а також Теранс Колдвіл і Джон Хенді.
Гурт продав близько 20 млн копій своїх альбомів (на 1 млн більше ніж у Take That). Між 1992 та 1998 Мортімер і його команда 12 раз очолювали Top 10 Hits On The UK Singles Chart. Дебютний альбом Walthamstow, досяг першої позиції в UK Albums Chart.

## Альбоми
- 1992: Walthamstow #1 UK, #9 Sweden
- 1994: Steam #3 UK, #19 Sweden
- 1995: Up All Night #7 UK
- 1996: Around The World Hit Singles: The Journey So Far #3 UK, #38 Sweden
- 1998: Resurrection (as E-17) #43 UK
- 2005: The Very Best of East Seventeen #34 UK
- 2006: East 17: The Platinum Collection
- 2012: Dark Light

## Сингли

### Walthamstow(1992)
- (1992) «House of Love» #10 UK, #5 Australia
- (1992) «Gold» #28 UK
- (1993) Deep #5 UK, #7 Australia (#123 on the American Billboard charts, their only charted U.S. single)
- (1993) «Slow It Down» #13 UK
- (1993) «West End Girls» #11 UK, #4 Australia
- (1993) «It’s Alright» #3 UK, #1 Latvia (1 week), #1 Australia (7 weeks)

### Steam(1994)
- (1994) «Around The World» #3 UK, #4 Australia, #10 Latvia
- (1994) «Steam» #7 UK, #18 Australia
- (1994) «Stay Another Day» #1 UK, #3 Australia, #1 Latvia (7 weeks), #1 Sweden (5 wks)
- (1995) «Let It Rain» #10 UK, #12 Australia, 5 Latvia
- (1995) «Hold My Body Tight» #12 UK, #73 Australia, #9 Latvia

### Up All Night(1995)
- (1995) «Thunder» #4 UK, #36 Australia, #2 Latvia
- (1996) «Do U Still?» #7 UK, #54 Australia, #6 Latvia
- (1996) «Someone to Love» #16 UK, #10 Latvia

### Around The World (The Journey So Far)(1996)
- (1996) «If You Ever» (with Gabrielle) #2 UK, #4 Latvia
- (1997) «Hey Child» #3 UK

### Resurrection(як E-17) (1998)
- (1998) «Each Time» #2 UK
- (1999) «Betcha Can’t Wait» #12 UK

### Dark Light(2012)
- Secret of my Life (2011)
- I can’t get You off my Mind (Crazy) (2012)
- Counting Clouds (2012)